# Mazda Xedos 6
Mazda Xedos 6 var en stor mellemklassesedan fremstillet af den japanske bilfabrikant Mazda mellem januar 1992 og februar 1999. Modellen var i modelprogrammet placeret over Mazda 626.

## Historie
Xedos 6 fandtes kun som firedørs sedan med i starten kun ét motoralternativ, og var den europæiske pendant til den japanske Eunos 500. Den 2,0-liters V6-motor med 106 kW (144 hk) skulle give modellen det af Mazda ønskede image som luksusmodel. I 1994 blev denne motor suppleret med en firecylindret 1,6-litersmotor med 85 kW (115 hk).
Modellen gennemgik i august 1994 et facelift, hvor den fik baglygterne fra den japanske udgave (gul/rød i stedet for hvid/rød) og hækspoileren på bagagerumsklappen bortfaldt.
Begge motorerne blev til modelåret 1996 modificeret for at kunne opfylde Euro2-normen og ydede nu 79 kW (107 hk) og 103 kW (140 hk). 
I midten af 1996 blev Mazda-logoet foran og bagpå udskiftet.
Xedos 6 fandtes i to udstyrsvarianter:
- Business med alcantaraindtræk
- Exclusiv med læderindtræk

Som ekstraudstyr kunne modellen leveres med fartpilot, klimaautomatik, elektrisk skydetag og automatgear (begge motorvarianter).
- Bagfra
- Mazda Xedos 6
(1996–1999)
- Bagfra

Produktionen af Xedos 6 blev indstillet i starten af 1999. Mazda betragtede modellen og positioneringsstrategien som mislykket. Der har siden produktionens afslutning ikke fandtes nogen efterfølger eller planer herom. Xedos 6 blev aldrig importeret officielt til Danmark.

## Tekniske data
|                                                | 1,6                             | 1,6                             | 2,0                             | 2,0                             |
| Byggeår                                        | 1994–1995                       | 1995–1999                       | 1992–1995                       | 1995–1999                       |
| Motordata                                      |                                 |                                 |                                 |                                 |
| Motorkode                                      | B6                              | B6                              | KF1                             | KF1                             |
| Motortype                                      | R4-benzinmotor                  | R4-benzinmotor                  | V6-benzinmotor                  | V6-benzinmotor                  |
| Antal ventiler pr. cylinder                    | 4                               | 4                               | 4                               | 4                               |
| Ventilstyring                                  | DOHC, tandrem                   | DOHC, tandrem                   | 2 × DOHC, tandhjul/tandrem      | 2 × DOHC, tandhjul/tandrem      |
| Fødesystem                                     | Multipoint                      | Multipoint                      | Multipoint                      | Multipoint                      |
| Trykladning                                    | –                               | –                               | –                               | –                               |
| Køling                                         | Vandkøling                      | Vandkøling                      | Vandkøling                      | Vandkøling                      |
| Boring × slaglængde                            | 78,0 × 83,6 mm                  | 78,0 × 83,6 mm                  | 78,0 × 69,6 mm                  | 78,0 × 69,6 mm                  |
| Slagvolume                                     | 1598 cm³                        | 1598 cm³                        | 1995 cm³                        | 1995 cm³                        |
| Kompressionsforhold                            | 9,4:1                           | 9,4:1                           | 9,5:1                           | 9,5:1                           |
| Maks. effekt ved omdr./min.                    | 85 kW (115 hk) /6500            | 79 kW (107 hk) /6200            | 106 kW (144 hk) /6000           | 103 kW (140 hk) /6000           |
| Maks. drejningsmoment ved omdr./min.           | 135 Nm /5500                    | 138 Nm /3600                    | 172 Nm /5000                    | 170 Nm /5000                    |
| Udstødningsnorm                                | Euro1                           | Euro2                           | Euro1                           | Euro2                           |
| Kraftoverførsel                                |                                 |                                 |                                 |                                 |
| Drivende hjul                                  | Forhjul                         | Forhjul                         | Forhjul                         | Forhjul                         |
| Gearkasse (standardudstyr)                     | 5-trins manuel                  | 5-trins manuel                  | 5-trins manuel                  | 5-trins manuel                  |
| Gearkasse (ekstraudstyr)                       | 4-trins automatisk              | 4-trins automatisk              | 4-trins automatisk              | 4-trins automatisk              |
| Præstationer1                                  |                                 |                                 |                                 |                                 |
| Topfart                                        | 200 km/t (173 km/t)             | 184 km/t (175 km/t)             | 214 km/t (201 km/t)             | 214 km/t (201 km/t)             |
| Acceleration 0-100 km/t                        | 10,3 sek. (13,7 sek.)           | 11,9 sek. (13,2 sek.)           | 9,3 sek. (12,0 sek.)            | 9,4 sek. (12,1 sek.)            |
| Brændstofforbrug pr. 100 km ved blandet kørsel | 7,5 liter (7,9 liter) Blyfri 95 | 7,2 liter (7,4 liter) Blyfri 95 | 7,6 liter (8,1 liter) Blyfri 95 | 7,5 liter (7,9 liter) Blyfri 95 |

- Motorerne er ikke E10-kompatible.[2]